# Lista de membros da Royal Society eleitos em 1975
Esta é uma lista de Membros da Royal Society eleitos em 1975.

## Fellows of the Royal Society (FRS)
1. Arthur Erdélyi (1908–1977)[3]
2. Peter Christopher Caldwell (1927–1979)[4]
3. Sir John Charnley (1911–1982)[5]
4. Richard Weck (1913–1986)[6]
5. James Munro Dodd (1915–1986)[7]
6. Patrick Alfred Pierce Moran (1917–1988)[8]
7. Denis Haydon (1930–1988)[9]
8. Geoffrey Binnie (1908–1989)[10]
9. Reginald Rainey (1913–1990)[11]
10. Edward George Bowen (1911–1991)[12]
11. Keith Dalziel (1921–1994)[13]
12. Paul Jose de Mayo (1924–1994)[14]
13. Sir Barry Cross (1925–1994)[15]
14. Ray Beverton (1922–1995)[16]
15. Sir George Malcolm Brown (1925–1997)[17]
16. John Wyrill Christian (1926–2001)[18]
17. César Milstein (1927–2002)[19]
18. Sir Robert Wilson (1927–2002)[20]
19. Sir Godfrey Hounsfield (1919–2004)[21]
20. George Patrick Leonard Walker (1926–2005)[22]
21. Dame Anne McLaren (1927–2007)[23]
22. Stanley Bowie (1917–2008)
23. Andrew Lang (1924–2008)
24. Boris P. Stoicheff (1924–2010)
25. Anthony Milner Lane (d. 2011)
26. Ralph Slatyer (1929–2012)
27. Amyand Buckingham[24]
28. Sir Ronald Mason[25]
29. Edward Charles Slater[26]
30. Sir David Cecil Smith[27]
31. Frederick Whatley[28]
32. Sir Christopher Zeeman[29]

## Foreign Members (ForMemRS)
1. Henry Gilman (1893–1986)[30]
2. Michael Heidelberger (1888–1991)[31]
3. Feodor Lynen (1911–1979)[32]
4. Lars Onsager (1903–1976)[33]